# BE∀T BOYS TOJO!!
『BE∀T BOYS TOJO!!』（ビートボーイズ登場!!）は1988年10月21日に発売されたBE∀T BOYSのミニアルバム。

## 解説
THE ALFEEの別名義グループBE∀T BOYSの1stアルバム。発売の2週後に「HEARTBREAK LONELY RAIN」がリカットされる。

## 収録曲
※全作詞・作曲：T.Takamizawa  編曲：BE∀T BOYS with 武部聡志
1. HARD FUNKY NIGHT
2. DIAMOND DANDY
3. BAD MORNING
4. HEART BREAK LONELY RAIN
5. YELLOW SUNSHINE
明石家さんまのアルバム『こういう自分が S･U･K･I』に提供した楽曲のセルフカバー。
6. SHADE OF LADY
この曲で高見沢とデュエットしているのは、和田加奈子。